# The Land That Time Forgot
The Land That Time Forgot è un film del 2009 per la regia di C. Thomas Howell. È stato prodotto da The Asylum ed è un mockbuster di Land of the Lost, oltre che un remake del film La terra dimenticata dal tempo del 1975, tratto dal romanzo omonimo del 1918 di Edgar Rice Burroughs.

## Trama
Una coppia di sposi fa una crociera nei Caraibi finendo nell'isola di Caprona che si trova all'interno del Triangolo delle Bermuda. Lì incontrano l'equipaggio di uno U-Boot tedesco; gli sposi e i tedeschi cercheranno di uscire da Caprona tentando di liberare l'U-Boot.